# Transport espacial (pel·lícula)
Transport espacial (títol original: Space Truckers) és una pel·lícula dirigida per Stuart Gordon, estrenada l'any 1997. Ha estat doblada al català. És una coproducció estatunidenco-britànico-irlandesa. Encara que considerada original i entretinguda per nombrosos cinèfils, aquesta pel·lícula va passar desapercebuda en la seva estrena, totalment eclipsada pel film El Cinquè Element de Luc Besson, aleshores molt esperat.

## Argument
Al segle XXII, l'Home ha conquistat una gran part del sistema solar i els transports de mercaderies entre les colònies estan assegurats per transportistes especialitzats, els Spaces Truckers. Un d'ells, el vell John Canyon, accepta transportar fins a la Terra un carregament dubtós, que resulta ser un exèrcit invencible de robots-guerrers particularment destructors, sobre el qual el seu creador, un científic decebut que ha esdevingut el cap mig-home mig-maquina d'un grup de pirates de l'espai, vol recuperar.

## Repartiment
- Dennis Hopper: John Canyon
- Stephen Dorff: Mike Pucci
- Debi Mazar: Cindy
- Charles Dance: Nabel/Macanudo
- Vernon Wells: Mr Cutt
- George Wendt: Keller
- Seamus Flavin: Chopper 4
- Jason O'Mara: Chopper 3
- Tim Loane: oficial Trooper
- Ian Beattie: Trooper
- Olwen Fouere: comandant de l'edifici
- Shane Rimmer: E.J. Saggs
- Roger Gregg: TanK Patrol
- Dennis Akayama: Tech Líder